# Tass
Tass là một thị trấn thuộc hạt Bács-Kiskun, Hungary. Thị trấn này có diện tích 74,72 km², dân số năm 2010 là 2955 người, mật độ 40 người/km².